# Fratelli Ochoa
I fratelli Fabio, Jorge e Juan David Ochoa furono degli importanti elementi del cartello di Medellín, capeggiato da Pablo Escobar, figli del patriarca Fabio Ochoa Restrepo. La loro affiliazione al cartello risale al 1975.

## Fratelli Ochoa
I fratelli Ochoa furono i re della droga in Colombia fino a quando il Cartello non fu sterminato dalle forze governative statunitensi (DEA su tutti) e dal gruppo rivale, il cartello di Cali. Tutti e tre si avvalsero della possibilità, offerta loro dal presidente colombiano César Gaviria, di collaborare e di ottenere l'amnistia dei reati. In seguito, quando Escobar scappò dalla prigione di La Catedral, la DEA provò a reperire informazioni da loro, con poco successo.

### Fabio

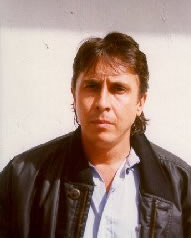
Fabio Ochoa Vásquez

Fabio Ochoa Vásquez (Medellín, 2 maggio 1957) è stato un membro di spicco dell'organizzazione criminale del Cartello di Medellín, uno dei principali gruppi di trafficanti di cocaina del mondo. È il più piccolo dei tre fratelli Ochoa e negli anni settanta vive a Miami. Il 19 febbraio 1986 partecipa all'omicidio di Barry Seal, uno dei piloti del cartello che aveva deciso di diventare un informatore della DEA, inoltre è accusato di esser a capo dell'operazione che, tra il 1997 ed il 1999, ha riversato nelle strade americane quasi trenta tonnellate di cocaina.
Secondo le autorità messicane, Fabio sarebbe stato anche in contatto con alcuni trafficanti del cartello del millennio (cartello di droga messicano così chiamato perché costituitosi nel 2000). Nel settembre del 2001 viene estradato negli Stati Uniti dove viene condannato, nel 2003, a trent'anni di reclusione in una prigione federale per i reati di appartenenza ad associazione per delinquere finalizzata al traffico e spaccio di stupefacenti.

### Jorge

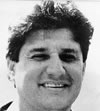
Jorge Ochoa Vásquez

Jorge Luís Ochoa Vásquez (Medellín, 30 settembre 1950) è stato un membro di spicco dell'organizzazione criminale del Cartello di Medellín, uno dei principali gruppi di trafficanti di cocaina del mondo. Jorge assume la leadership dell'operazione di traffico e spaccio di stupefacenti nel 1976, operazione che, di fatto, è a base familiare visto che ne fanno parte anche il padre, Fabio Ochoa Restrepo, ed i due fratelli Fabio e Juan David. Il traffico parte nel 1978 ed il contatto di Jorge Ochoa a Miami è Rafael Cardona Salazar.
Tra il 1981 ed il 1982 un'alleanza tra la famiglia Ochoa, Pablo Escobar, Carlos Lehder, e José Gonzalo Rodríguez Gacha dà vita a quello che passerà alla storia come il Cartello di Medellín. Nell'organizzazione i trafficanti cooperano tra loro per produrre, distribuire e vendere la cocaina.
Nel 1981, inoltre, viene rapita la sorella degli Ochoa, Martha Nieves Ochoa Vásquez, da un gruppo di guerriglieri colombiani noti come l'organizzazione M-19
Questo fatto, unito al precedente rapimento del figlio di Severo Abelardo Ortega, consolida l'alleanza tra i vari membri, i quali formano un gruppo noto come Muerte a Secuestradores (MAS), annunciando l'imminente esecuzione di alcuni guerriglieri. Martha sarà rilasciata dall'M-19 alcuni mesi più tardi, illesa.
Il 30 aprile 1984, l'uccisione del Ministro della Giustizia colombiano, Rodrigo Lara Bonilla, che aveva iniziato una crociata contro il Cartello di Medellín, provoca la reazione del presidente Belisario Betancourt che decide di concedere l'estradizione negli Stati Uniti contro i trafficanti colombiani, cosa a cui fino a quel momento si era opposto. Carlos Lehder era il primo della lista. La situazione costringe Jorge Ochoa, Escobar e Rodríguez Gacha a riparare a Panama per alcuni mesi. Mentre si trovavano a Panamá, Ochoa e Pablo Escobar si incontrano con Alfonso López Michelsen, collaboratore del presidente Betancourt, offrendo le loro ricchezze pur di evitare l'estradizione. L'offerta viene rifiutata e dopo alcuni mesi Escobar viene accusato di esser il mandante dell'omicidio di Lara Bonilla, mentre i fratelli Ochoa e Rodriguez Gacha vengono indicati come gli esecutori materiali.
Il 17 luglio 1984, il Washington Times rivela alcuni dettagli circa il successo di un informatore della DEA nella sua missione di infiltrazione presso il Cartello di Medellín nella sua base di Panamá. La storia venne pubblicata dal militare Oliver North per dimostrare il coinvolgimento del governo sandinista nicaraguense. Dieci giorni dopo, Carlos Lehder, Pablo Escobar, Jorge Ochoa e Rodríguez Gacha vennero convocati di fronte ad un grand jury federale a Miami sulla base delle prove ottenute da Seal (il quale sarà assassinato da un killer del cartello il 19 febbraio 1986 a Baton Rouge in Louisiana). Il 15 novembre di quell'anno Jorge Ochoa viene arrestato a Madrid, dalla polizia spagnola sulla base di un mandato di cattura statunitense. Sia gli USA che la Colombia applicheranno l'estradizione. Poco dopo il cartello farà sapere che ucciderà dieci giudici colombiani per ogni colombiano estradato.
Il 18 novembre 1986, a Miami, il grand jury accusa Ochoa di associazione per delinquere finalizzata allo spaccio di cocaina attraverso il Nicaragua, in collaborazione con Federico Vaughan, e della partecipazione all'omicidio di Barry Seal. Il 21 novembre 1987 Jorge Ochoa viene estradato dalla Spagna e riportato in Colombia. Ventiquattro ore dopo un commando di banditi penetra nell'abitazione di Juan Gómez Martínez, l'editore di un quotidiano di Medellín, El Colombiano. Lasciano a Martínez un comunicato intitolato Gli Estradabili, nel quale minacciano di giustiziare alcuni leader politici colombiani nel caso di concessione dell'estradizione per Jorge Ochoa.
Il 30 dicembre 1987 Ochoa viene rilasciato grazie ad alcune dubbie circostanze legali. Sempre nel 1987 la rivista Forbes inserisce Ochoa nella classifica dei venti uomini più ricchi del mondo, con patrimonio stimato intorno ai tre miliardi di dollari. Nel settembre del 1990, il Presidente colombiano César Gaviria Trujillo offre ai trafficanti una riduzione di pena, da scontarsi in Colombia, per convincerli alla resa. I fratelli Ochoa si arrendono alla polizia colombiana nel gennaio del 1991. Nel luglio del 1996 Jorge e Juan David Ochoa vengono rilasciati dopo una pena detentiva di cinque anni per traffico di droga.

### Juan David
Juan David Ochoa Vásquez (Medellín, 15 aprile 1946 – Medellín, 25 luglio 2013) è stato un componente della famiglia Ochoa e del Cartello colombiano di Medellín.
Inizia l'attività nel cartello tra il 1978 ed il 1979, inizialmente come intermediario in affari di droga a Bogotà, successivamente assume maggior indipendenza e conclude affari di propria iniziativa. Come il fratello Jorge negozia una resa con il governo colombiano che lo condanna ad un periodo di detenzione nel carcere di media sicurezza situato alle porte di Medellín. Muore nel 2013 per un attacco cardiaco.